# Peter Nieuwkoop
Peter Nieuwkoop est un embryologiste néerlandais de la deuxième moitié du XXe siècle, ayant travaillé (entre autres) sur l'évolution de l'embryon lors de ses premiers stades de développement après la fécondation. Plus particulièrement, il a travaillé sur l'induction neurale, méso endodermique et des cellules germinatives chez les Chordata. 
Ces travaux de recherche furent effectués tout au long de sa carrière dans le Laboratoire d'Utrecht, où il arriva en 1947 pour entreprendre sa thèse avant d'en devenir directeur en 1953. Par la suite il réussit à démontrer à l'Académie royale néerlandaise des arts et des sciences que le Laboratoire d'Utrecht était essentiel à la recherche de part notamment son réseau d'embryologistes. Cela permis de construire un nouveau bâtiment de recherche mais aussi d'assurer un support financier stable
Il réalisa en 1980 des expériences sur des embryons de xénope.